# Anatoli Pepeliaïev
Anatoli Nikolaïevitch Pepeliaïev (en russe : Анатолий Николаевич Пепеляев), né le 3 juillet 1891 (15 juillet dans le calendrier grégorien) à Tomsk et mort le 14 janvier 1938 à Novossibirsk, est un officier russe, participant à la Première Guerre mondiale et à la guerre civile aux côtés des Blancs sur le front de l'Est. Il se distingue par l'occupation de Perm le 25 décembre 1918 et la campagne contre Iakoutsk en 1922-1923. Il est un des plus jeunes généraux de l'histoire de la Russie (à 27 ans). Frère du président du Conseil des ministres du gouvernement russe Viktor Nikolaïevitch Pepeliaïev. Après sa reddition volontaire en 1923, il a passé près de 15 ans en prison (avec de courtes pauses), après quoi il a été exécuté.

## Origine
Il est né 3 juillet 1891 (15 juillet dans le calendrier grégorien) à Tomsk, dans la famille d'un noble héréditaire et plus tard lieutenant général de l'armée impériale, Nikolaï Mikhaïlovitch Pepeliaïev, et de la fille d'un marchand, Claudia Nekrassova. Nikolaï Pepeliaïev et sa femme ont eu six fils, dont cinq ont choisi une carrière militaire, et deux filles.

## Formation
En 1902, Pepeliaïev intègre le corps des cadets d'Omsk, dont il sort diplômé en 1908. La même année, Pepeliaïev entre à l'école militaire Paul à Saint-Pétersbourg. En 1910 Pepeliaïev en est diplômé avec le grade de sous-lieutenant.

## Début du service et mariage
Son diplôme en poche, Anatoli Nikolaïevitch est envoyé dans une unité de mitrailleuses du 42e régiment de fusiliers de Sibérie, stationné à Tomsk, sa ville natale. En 1914, peu avant le déclenchement de la Première Guerre mondiale, Pepeliaïev est promu lieutenant.
En 1912, Pepeliaïev épouse Nina Ivanovna Gavronskaïa (1893-1979), originaire de Verkhneoudinsk. Deux fils sont nés de ce mariage : Vsevolod en 1913, qui a vécu jusqu'en 1946 à Harbin et servit comme officier du renseignement militaire du district militaire du Transbaïkalie en 1946-47, et Lavr (1922-1991), employé du bureau des émigrants, diplômé des cours de la mission militaire japonaise, victime de répression. Décédé à Tachkent.

## Première Guerre mondiale (avant larévolution de Février)
Pepeliaïev monte au front en tant que commandant de la reconnaissance de cavalerie de son régiment. À ce poste, il se distingue auprès de Przasnysz et de Soldau. À l'été 1915, sous son commandement, les tranchées perdues lors de la retraite sont reprises. En 1916, pendant deux mois de congés, Pepeliaïev enseigne la tactique à l'école des enseignes de première ligne. En 1917, peu avant la révolution de février, Anatoli Nikolaïevitch est promu capitaine.

## Révolutions de 1917
La révolution de Février éclate pendant que Pepeliaïev se trouve au front. Malgré la désintégration progressive de l'armée, il maintient son détachement apte au combat et sans toutefois tomber en disgrâce auprès de ses soldats, comme ce fut le cas dans de nombreuses autres régions.
Sous Kerenski, il est promu lieutenant-colonel. De plus, il reçoit l'Ordre de Saint-Georges de 4e classe et une arme personnalisée de Saint-Georges.
Après la révolution d'Octobre, le conseil des députés des soldats du bataillon, qui était alors commandé par Pepeliaïev, l'élit commandant du bataillon. Ce fait témoigne de la grande popularité de Pepelaïev parmi les soldats.
Avec le traité de Brest-Litovsk les hostilités cessent et Anatoli Nikolaïevitch rentre à Tomsk.

## Le début de la lutte contre les bolcheviks
Pepeliaïev arrive à Tomsk début mars 1918. Il y rencontre son ami de longue date, le capitaine Dostovalov, qui introduit Pepeliaïev dans une organisation clandestine d'officiers créée le 1er janvier 1918 et dirigée par les colonels Vichnevski et Samarokov. Pepeliaïev est choisi comme chef d'état-major de cette organisation, qui projette le renversement des bolcheviks, qui ont pris le pouvoir dans la ville le 6 décembre 1917.
Le 26 mai 1918, le détachement de A. N. Pepeliaïev, qui se prépare au soulèvement anti-bolchevique, est caché dans le monastère Jean-Baptiste de Tomsk et se retrouve de manière inattendue face à presque tout l'effectif de la Tchéka locale, qui vient pour réprimer les moines et réquisitionner les objets de valeur du monastère. Lors de l'affrontement qui éclate, les forces de Pepeliaïev anéantissent le détachement du tchékiste D. I. Krivonossenko. Le lendemain, les dirigeants du Conseil provincial des députés de Tomsk quittent à la hâte Tomsk sur plusieurs bateaux à vapeur, emportant les biens confisqués à la « bourgeoisie de Tomsk ». Du 28 mai au 2 juin, personne n'exerce le pouvoir dans la capitale provinciale. Le 2 juin 1918, l'intelligentsia de la Douma régionale de Sibérie prend le pouvoir et le gouvernement provisoire de Sibérie (VSP) est formé sous la direction de Piotr Vologda. Dans les jours suivants, le nouveau gouvernement de la région est soutenu par la population, les formations armées d'officiers de l'armée russe et le corps tchécoslovaque, qui contrôle toute la partie sibérienne du Transsibérien. Les officiers de Tomsk et la formation du pouvoir militaire sont commandés par le lieutenant-colonel Anatoli Pepelyaev, qui crée le 13 juin 1918 le 1er corps de Sibérien centrale du VSP, sous son commandement. Il soutient l'idée de créer des unités d'assaut.
Avec son corps A. N Pepeliaïev se déplace vers l'est le long du Transsibérien pour libérer la Sibérie des bolcheviks.
Le 18 juin, Krasnoïarsk est prise, le 11 juillet Irkoutsk, le 20 août, ses troupes entrent dans Verkhneoudinsk.
À l'ouest de Tchita, des unités du corps de Pepeliaïev se joignent aux Cosaques de Transbaïkalie de Semenov. La réunion des chefs militaires eux-mêmes a eu lieu fin août / début septembre à la gare d'Oloviannaïa.
Pour cette campagne, Pepeliaïev est promu colonel.

## Perm - campagne deViatka
Par ordre du Directoire formé à Oufa, le corps de Pepeliaïev est transféré à l'ouest de la Sibérie et Anatoli Nikolaïevitch lui-même est promu major général (10 septembre 1918), devenant le plus jeune général de Sibérie (27 ans).
Depuis octobre 1918, ses unités se trouvaient dans l'Oural. En novembre, Pepeliaïev lance l'opération permienne contre la 3e armée rouge. Au cours de cette opération, un coup d'État a eu lieu à Omsk, qui propulse l'amiral Koltchak au pouvoir. Pepeliaïev reconnaît immédiatement le pouvoir suprême de l'amiral, puisqu'il ne soutenait pas les socialistes-révolutionnaires, qui faisaient partie du Directoire.
Le 25 décembre 1918, les troupes de Pepeliaïev occupent Perm abandonnée par les bolcheviks, capturant environ 20 000 soldats de l'Armée rouge, qui, sur ordre de Pepeliaïev, sont tous relâchés pour rentrer chez eux. La libération de Perm tombant le jour du 128e anniversaire de la prise de la forteresse Izmail par Souvorov, les soldats surnomment Anatoli Nikolaïevitch "le Souvorov de Sibérie". Pour la prise de Perm, il reçoit l'Ordre de Saint-Georges de 3e classe.
Le 31 janvier, Pepeliaïev est promu lieutenant général.
Après la prise de Perm, les unités de Pepeliaïev parcourent environ 45 km vers l'ouest, mais de fortes gelées immobilisent le front.
Le 4 mars 1919, l'offensive générale du front oriental de l'armée russe commence et Pepeliaïev déplace à nouveau son corps vers l'ouest.
Fin avril, il se tient déjà sur la rivière Tcheptsa près du village de Balezino. Le 24 avril, les armées de Koltchak sont réorganisées et Pepeliaïev devient le commandant du groupe nord de l'armée sibérienne.
Entre-temps, le front s'est de nouveau figé et ce n'est que le 30 mai que Pepeliaïev peut lancer une offensive contre Viatka, pour rejoindre les troupes de Miller. Pepeliaïev est le seul à réussir à avancer en mai, les attaques du reste des armées de Koltchak ont été repoussées par les rouges.
Le 2 juin, Pepeliaïev capture Glazov. Mais le 4 juin, le groupe de Pepeliaïev est arrêté par la 29e division d'infanterie de la 3e armée dans la zone entre Iar et Falenki. Et le 20 juin, il se retrouve approximativement sur la ligne de front du 3 mars.

## Grande campagne de glace sibérienne
Après la retraite de juin, Pepeliaïev n'a pas remporté de victoires militaires majeures.
Le 21 juillet 1919, Koltchak réorganise ses unités et forme officiellement le front de l'Est, qui est divisé en 4 armées (1re, 2e, 3e et d'Orenbourg), un groupe séparé des steppes et un corps de cosaques sibériens séparé. Pepeliaïev est nommé commandant de la 1re armée. Cependant, cette réorganisation ne rend pas les combats plus efficaces et les armées de Koltchak continuent à se retirer vers l'est.
Pendant un certain temps, les Blancs réussirent à se maintenir sur la Tobol, et Pepeliaïev est responsable de la défense de Tobolsk, mais en octobre 1919, cette ligne est franchie par les Rouges.
En novembre, Omsk est abandonné et une retraite générale commence. L'armée de Pepeliaïev tient toujours la région de Tomsk, mais il n'y a aucun espoir de succès.
En décembre, un conflit éclate entre Pepeliaïev et Koltchak. Lorsque le train du commandant suprême de Russie arrive à la gare de Taïga, il est stoppé par les troupes de Pepeliaïev. Pepeliaïev transmet à Koltchak un ultimatum pour demander la convocation du Zemsky Sobor de Sibérie, la démission du commandant en chef Sakharov, que Pepeliaïev avait déjà ordonné d'arrêter, et enquêter sur la reddition d'Omsk. En cas de non-respect, Pepeliaïev menace d'arrêter Koltchak. Le même jour, le frère de Pepeliaïev, Viktor Nikolaïevitch, qui était Premier ministre du gouvernement Koltchak, arrive à Taïga. Il réconcilie le général avec l'amiral. En conséquence, le 11 décembre, Sakharov est démis de ses fonctions de commandant en chef.
Le 20 décembre, Pepeliaïev est chassé de Tomsk et s'enfuit le long du chemin de fer transsibérien. Sa femme, son fils et sa mère ont fui avec lui. Mais Anatoli Nikolaïevitch tombe malade du typhus et est placé dans un wagon sanitaire, séparé de sa famille. En janvier 1920, Pepeliaïev est emmené à Verkhneoudinsk, où il se rétablit. Le 11 mars, Pepeliaïev crée le détachement de partisans sibériens à partir des restes de la 1re armée, avec lequel il part pour Sretensk. Mais comme il était subordonné à l'Ataman Semenov et que celui-ci collaborait avec les Japonais, Pepeliaïev décide de quitter la Russie et part pour Harbin avec sa famille le 20 avril 1920.

## Harbin et Extrême-Orient
Fin avril / début mai 1920, Pepeliaïev et sa famille s'installent à Harbin. Là, il gagne sa vie comme charpentier, chauffeur de taxi, porteur et pêcheur.
Il crée « l'Union militaire », dont le général Vichnevski devient le président. Dans un premier temps, l'organisation contacte les bolcheviks de Blagovechtchensk, représentants de la république d'Extrême-Orient. Bientôt, Pepeliaïev interrompt les négociations. En 1922, Pepeliaïev est approché par le socialiste-révolutionnaire Koulikovski, qui le persuade d'organiser une campagne en Iakoutie pour aider les rebelles contre les bolcheviks.
À l'été 1922, Pepeliaïev part pour Vladivostok pour former une unité militaire qui doit traverser la mer d'Okhotsk dans le but de débarquer à Okhotsk et Aïan. À cette époque, un changement de pouvoir a lieu à Vladivostok, le général Dieterichs accède au pouvoir. Il soutient l'idée d'une campagne en Yakoutie et aide Pepeliaïev.
En conséquence, 720 volontaires (493 de Primorie et 227 de Harbin) ont rejoignent les rangs de la "Milice du détroit de Tatarie" (nom donné pour tromper l'ennemi). Le détachement comprend également le général de division Vichnevsky, le général de division Rakitine et d'autres. Le détachement est équipé de deux mitrailleuses, de 175 000 cartouches de fusil et de 9 800 grenades.
Deux navires sont affrétés. Cependant, ils ne peuvent pas accueillir tous les volontaires, de sorte que, le 31 août 1922, seules 553 personnes dirigées par Pepeliaïev et Rakitine s'embarquent sur la mer d'Okhotsk.
Vichnevsky reste à Vladivostok. En plus d'encadrer les volontaires qui restent avec lui, il doit également tenter de renforcer les rangs de la "milice".

### Campagne de Iakoutsk
Début septembre, la milice du détroit de Tatarie participe au débarquement de la flottille sibérienne, qui combat les partisans rouges dans la région de la rivière Terneï (vers le village actuel de Terneï).
Le 6 septembre, les troupes débarquent à Okhotsk. Une base y est créée sous la direction du commandant, le capitaine Mikhaïlovski. Le groupe du général Rakitine est également créé, qui est censé pénétrer profondément en Yakoutie, pour se connecter avec les principales forces de Pepeliaïev. Pepeliaïev navigue le long de la côte au sud et a débarque à Aïan le 8 septembre. Le même jour, une réunion a lieu au cours de laquelle Pepeliaïev annonce le changement de nom de la milice du détroit de Tatarie en Camaraderie Volontaire de Sibébire (Sibirskaïa Dobrovoltcheskaïa Droujina, SDD).
Le 12 septembre, le Congrès populaire des Toungouses remet 300 cerfs au SDD.
Le 14 septembre, laissant une garnison de 40 personnes à Aïan, Pepeliaïev déplace les principales forces de 480 personnes le long de la route d'Aïan à Amga travers la chaîne des Monts Djougdjour jusqu'au village de Nelkan.
Cependant, sur le chemin de Nelkan trois volontaires s'enfuient et informent la garnison rouge de Nelkan de l'approche du SDD. Le tchhékiste Karpel disperse les habitants et embarque sa garnison sur la rivière Maya.
Le 27 septembre, deux heures après l'abandon de la ville, Pepeliaïev occupe Nelkan. Tout ce que le SDD a réussi à trouver, ce sont 120 fusils Winchester avec 50 000 cartouches, qui avaient été enterrés par les rouges.
Pepeliaïev se rend compte que la campagne est mal préparée et, en octobre, il repart avec un petit détachement pour Aïan, laissant les forces principales à Nelkan.
De retour à Aïan le 5 novembre 1922, Pepeliaïev est renforcé dans son intention de se rendre à Iakoutsk après qu'un navire soit arrivé à Aïan avec Vichnevski, qui amène avec lui 187 autres volontaires et des provisions.
À la mi-novembre, un détachement de Pepeliaïev et Vichnevski part pour Nelkan, y arrivant à la mi-décembre. Au même moment, Rakitine part d'Okhotsk en direction de Iakoutsk.
En décembre, les habitants toungouses, favorables au SDD, sont rentrés à Nelkan.
Début janvier 1923, alors que tous les autres armées blanches avaient déjà été vaincues, le SDD avance de Nelkan à Iakoutsk. Bientôt, un détachement des partisans blancs d'Artemiev et le détachement d'Okhotsk de Rakitine le rejoignirent.
Le 5 février, Amga est occupée, Pepeliaïev y installe son quartier général.
Le 13 février, le détachement de Vichnevski attaque le détachement de l'Armée rouge d'Ivan Strod dans l'alass de Sassyl-Syssyy. L'attaque échoue et Strod se maintient à Sassyl-Syssyy.
Ainsi commence la dernière bataille dramatique de la guerre civile russe, la légendaire confrontation de glace entre les jeunes chefs militaires I. Strod et A. Pepeliaïev. Anatoli Pepeliaïev refuse d'avancer plus sur Iakoutsk jusqu'à ce que Strod et son unité soient faits prisonniers.
Le 27 février, Rakitine est vaincu par un détachement de partisans rouges de Kourachov et entame une retraite vers Sassyl-Syssyy. Le détachement de Baïkalov, venu de Iakoutsk, rejoint celui de Kourachov, qui compte alors 760 hommes.
Du 1er au 2 mars se déroule des combats près d'Amga et Pepeliaïev est vaincu.
Le 3 mars, le siège de Sassyl-Syssyy est levé, la retraite vers Aïan commence. Rakitine se replie à Okhotsk. Les rouges entament la poursuite, mais s'arrêtent à mi-chemin.
Le 1er mai, les détachements de Pepeliaïev atteignent Aïan. Ici, ils décident de construire des embarcations et de rejoindre Sakhaline. Mais leurs jours sont déjà comptés, puisque depuis le 24 avril, le détachement de Vostretsov a quitté Vladivostok avec pour objectif d'éliminer le SDD.
Début juin 1923, le détachement de Rakitine à Okhotsk est liquidé et, le 17 juin, Vostretsov occupe Aïan. Afin d'éviter l'effusion de sang, le 19 juin, Pepeliaïev se rend sans résistance.

## Procès et emprisonnement

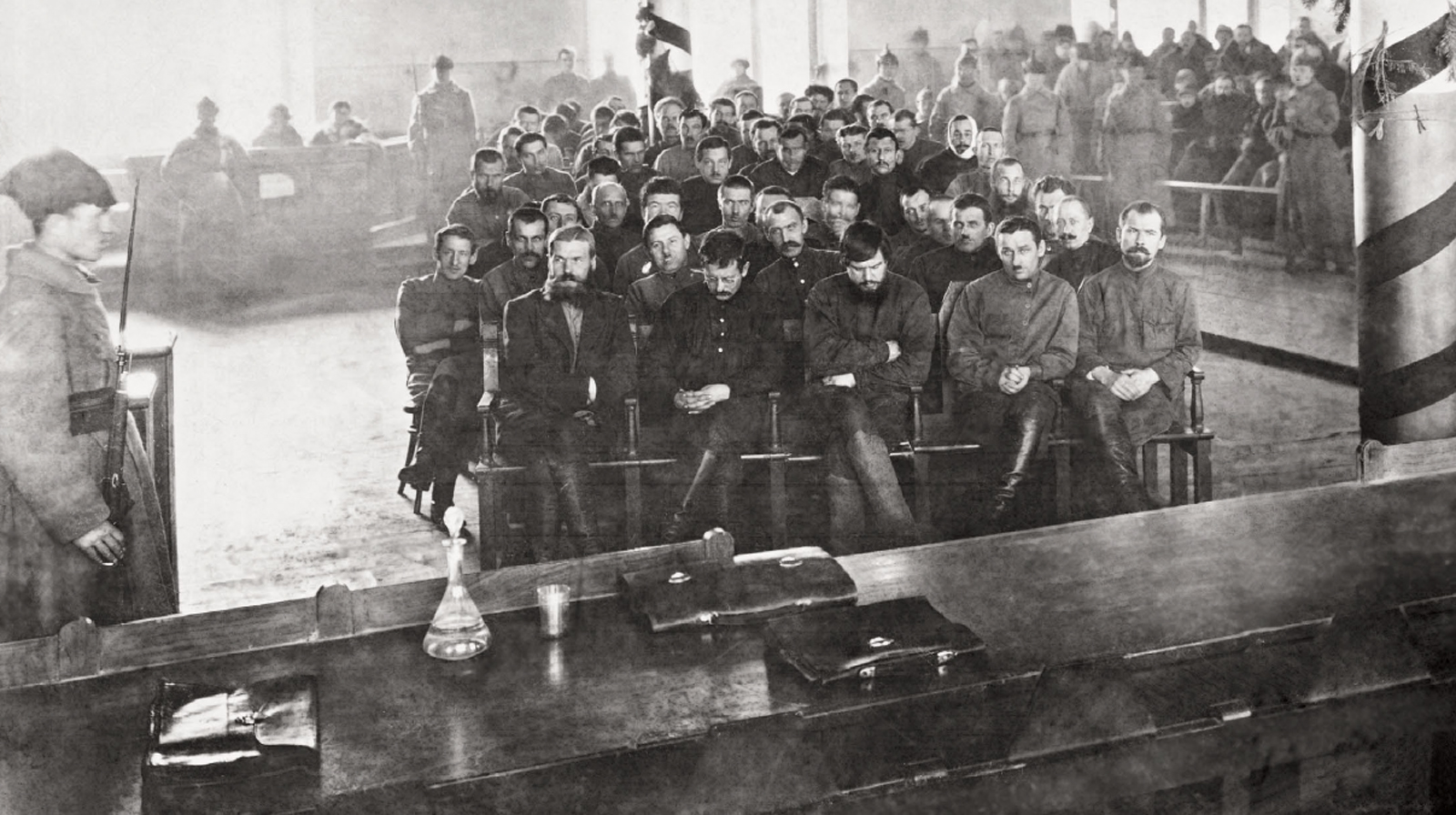
Anatoli Pepeliaïev (au premier rang, au centre) lors d'une audience au tribunal de Tchita (janvier 1924).

À Vladivostok, un tribunal militaire condamne Pepeliaïev à mort mais il a écrit une lettre à Kalinine demandant la clémence. La demande fut examinée et en janvier 1924, un procès eut lieu à Tchita, qui le condamna à 10 ans de prison. L'ancien général était censé purger sa peine dans la prison politique de Iaroslavl et il passa les deux premières années à l'isolement avant qu'en 1926, il ne fut autorisé à travailler comme charpentier, vitrier et menuisier. Plus tard, on l'autorisa à correspondre avec sa femme à Harbin.
La peine de prison de Pepeliaïev prend fin en 1933, mais en 1932, à la demande du conseil d'administration du Guépéou, elle est prolongée de trois ans. En janvier 1936, il est transféré de Iaroslavl à la prison de Boutyrka à Moscou. Le lendemain-même, il est transféré à la prison intérieure du NKVD où il subit un interrogatoire par le chef du département spécial du NKVD, Mark Gaï. Puis il est de nouveau incarcéré à la prison de Boutyrka. Le 4 juin 1936, Pepeliaïev est de nouveau convoqué chez Gaï, qui lui lit le décret de libération. Le 6 juin 1936 Pepeliaïev est libéré.

## Courte liberté et exécution
Le NKVD installe Pepeliaïev à Voronej, où il prend un emploi de menuisier. En août 1937, Pepeliaïev est arrêté une seconde fois et emmené à Novossibirsk, où il est accusé d'avoir créé une organisation contre-révolutionnaire. Le 14 janvier 1938 (selon d'autres sources, le 7 décembre 1937), la troïka du NKVD de l'oblast de Novossibirsk le condamne à la peine capitale. La peine a été exécutée le même jour à la prison de Novossibirsk. Il est enterré dans la cour de la prison.
Le 20 octobre 1989, le bureau du procureur de l'oblast de Novossibirsk réhabilite à titre posthume Pepeliaïev.

## Décorations
- Ordre de Sainte-Anne, 4e classe avec l'inscription "Pour le Courage" (20 avril 1915)
- Ordre de Sainte-Anne, 3e classe (31 octobre 1916)
- Ordre de Sainte-Anne, 2e classe (15 novembre 1916)
- Ordre de Saint-Stanislas 3e classe
- Ordre de Saint-Stanislas, 2e classe (17 octobre 1916)
- Ordre de Saint-Vladimir 4e classe avec épées et ruban (19 mai 1916)
- Ordre de Saint-Georges 4e classe (27 janvier 1917)
- Armes de Saint-Georges (27 septembre 1916)
- Ordre de Saint-Georges 3e classe (1919)
- Croix militaire française avec palme (9 avril 1919)

## Mémoire
|  |  |

À Tomsk, au cimetière de Baktine, un monument à Anatoli Pepeliaïev et à son père, le gouverneur général de Tomsk Nikolaï Pepeliaïev, a été solennellement inauguré en 2011.
Le 12 septembre 2021, à Voronej, dans le cadre du projet Dernière Adresse, une plaque a été installée à la mémoire d'Anatoli Nikolaïevitch Pepeliaïev, qui vivait dans une maison avenue de la révolution et a été arrêté le 21 août 1937.
Voronej est pour lui le dernier endroit où il a pu vivre en liberté.